# Pringy (Sekwana i Marna)
Pringy – miejscowość i gmina we Francji, w regionie Île-de-France, w departamencie Sekwana i Marna.
Według danych na rok 1990 gminę zamieszkiwały 2253 osoby, a gęstość zaludnienia wynosiła 550 osób/km² (wśród 1287 gmin regionu Île-de-France Pringy plasuje się na 461. miejscu pod względem liczby ludności, natomiast pod względem powierzchni na miejscu 745.).